# Dactylapta
Dactylapta is een geslacht van zeekomkommers uit de familie Synaptidae.

## Soorten
- Dactylapta dubiosa (Koehler & Vaney, 1905)